# 2113 Ehrdni
2113 Ehrdni је астероид главног астероидног појаса чија средња удаљеност од Сунца износи 2,473 астрономских јединица (АЈ).
Апсолутна магнитуда астероида је 13,17.